# Мауерн
Мауерн (нім. Mauern) — громада в Німеччині, розташована в землі Баварія. Підпорядковується адміністративному округу Верхня Баварія. Входить до складу району Фрайзінг. Центр об'єднання громад Мауерн.
Площа — 24,14 км2. Населення становить 3149 ос. (станом на 31 грудня 2020).